# Ankylopteryx decormei
Ankylopteryx decormei är en insektsart som beskrevs av Navás 1910. Ankylopteryx decormei ingår i släktet Ankylopteryx och familjen guldögonsländor. Inga underarter finns listade i Catalogue of Life.